# 赤尾充哉
赤尾 充哉（あかお あつや、1980年1月21日 - ）は、日本の経営学者、ミュージシャン、認知科学・AI研究者である。
東洋学園大学現代経営学部教授を務め、組織論、ダイナミック・ケイパビリティ、ナレッジ・マネジメントを専門とする。音楽活動では「jp salah Koncerto」「あかおあつや」「赤尾充弥」「赤尾 JP Salamander 充弥」「atsuya jp salamander akao」などの名義で、鍵盤ハーモニカを用いた独自の音楽を創作し、東京のインディーズシーンで活動している。

## 赤尾充哉

### 経歴
赤尾は東京生まれ。1998年に私立麻布高等学校を卒業後、慶應義塾大学商学部に入学し、2004年に卒業。2006年に同大学院商学研究科で修士号（商学）を取得し、2012年に博士課程を単位取得退学した。2013年から関東学院大学で教鞭をとり、2020年に東洋学園大学に移籍。2025年に同大学現代経営学部教授に昇格した。

### 研究
赤尾の研究は、経営学（組織論、ダイナミック・ケイパビリティ、ナレッジ・マネジメント）、認知科学、AIを活用した意思決定システムに焦点を当てる。ハーバート・サイモン、ジェームズ・マーチ、オリバー・ウィリアムソン、デヴィッド・ティースの学説を基に、組織の意思決定や認知プロセスを探求している。また、AIと音楽の接点を研究し、創作プロセスと認知の関係を模索している。

### 出版物

#### 著書
- 『企業の知識理論』（共著、2014年、中央経済社、ISBN 4502096105）[5][6]
- 『ケイパビリティの組織論・戦略論』（共著、2010年、中央経済社、ISBN 4502679100）[5][7]

#### 論文（抜粋）
- 「ダイナミック・ケイパビリティ論の焦点は何か：学説の系譜に基づく考察」（2023年、三田商学研究）[4][8]
- 「意思決定と組織行動の理論からみるダイナミック・ケイパビリティ論：サイモン、マーチおよびトヴェルスキーからティースへ」（2022年、現代経営経済研究）[4][9]
- 「中小アート事業経営の課題と展望：都内3ライブハウスの事例」（2022年、東洋学園大学紀要）[10]
- 「ルーティン概念から見るダイナミック・ケイパビリティ論：サイモンからティースへ」（2018年、経済系：関東学院大学経済経営学会研究論集）[11]
- 「ティースの学説におけるルーティン概念の変遷」（2015年、三田商学研究）[12]
- 「ダイナミック・ケイパビリティ論の成立と展開：ティースの理論変遷と取引コスト理論の関連から見て」（2012年、日本経営学会誌）[13]

## jp salah Koncerto

### 音楽活動
赤尾の音楽活動は幼少期のクラシック音楽への親しみに始まり、ガーシュウィン、ラヴェル、グレツキに影響を受けた。中学生時代に中原中也や立原道造の詩を愛読し、叙情的な感性を育んだ。高校生でビーチ・ボーイズやサディスティック・ミカ・バンドに傾倒し、アイルランド音楽にも関心を寄せた。2002年からライブハウスでソロ活動を開始し、ソロプロジェクトは「あかおあつや」「赤尾充弥」「赤尾 JP Salamander 充弥」を経て「jp salah Koncerto」に定着。2000年代には「モノクロビジョン」「Plat Home Nine」「The Punky’s Dilemma」に参加した。  
彼の音楽は、鍵盤ハーモニカとDTMを駆使し、クラシック、ロック、テクノ、民族音楽を融合した独自のスタイルを持つ。叙情的な歌詞は日常の喜びや孤独を繊細に描き、トレモロやディストーションを施した鍵盤ハーモニカの音色で情感豊かな世界を創出する。東京の小規模ライブハウス（例：西新宿Melodia Tokyo、水道橋Words、Hisomine）で定期的に公演を行い、親密な空間でのパフォーマンスが特徴である. 過去の公演には、2020年2月2日の「IN THE AIR ライブ#6」（水道橋Words）、2021年7月9日のHisomine公演、2023年7月10日の「tenderize」イベント（Hisomine、赤尾"JP Salamander"充弥として）、2022年8月22日のMediterraneo Casa Tsudanuma公演が含まれる。
赤尾は2002年に「あかおあつや」名義で「不毛な妄想」をリリース（アルバム「MADCAP」に収録、再生時間3:19）。「赤尾充弥」名義のアルバム「Little Adventure」には「Shadowgraph」「The Void」「Howl At The Moon」が含まれiTunesで聴ける。ライブ映像はYouTubeで確認でき、例えば「The Void」（2014年8月26日、北川達郎と共演）や「Howl At The Moon」（2013年7月15日）がある。